# Prisión de Phonthong
La Prisión de Phonthong (en lao: ຄຸກໂພນຕ້ອງ) conocida como la "Prisión de los extranjeros", es una cárcel que alberga reclusos de ambos sexos cerca de la ciudad de Vientián, la capital del país asiático de Laos. Se utiliza para mantener a los prisioneros que no son laosianos. Las condiciones de reclusión son pobres. Las celdas miden unos dieciséis metros cuadrados y se utilizan para albergar hasta seis reclusos. Según reportes las raciones son insuficientes consisten en dos tazones de sopa de cerdo en agua y arroz pegajoso por celda al día. 